# Вінфрід Фройденберг
Вінфрід Фройденберг (нім. Winfried Freudenberg, 29 серпня 1956 — 8 березня 1989) став останньою людиною, яка загинула під час спроби втекти зі НДР до ФРН через Берлінський мур. Він випав з імпровізованого шарльєра на великій висоті над Західним Берліном.

## Біографія
Вінфрід Фройденберг народився в Остервіку в Саксонії-Ангальт, поблизу кордону між Західною Німеччиною та його рідною Східною Німеччиною, частиною комуністичного Східного блоку. Вивчившись на електрика, він отримав атестат про середню освіту у вечірній школі, потім пройшов навчання з інформаційних технологій та отримав диплом інженера-електроніка. В Університеті Ільменау він познайомився зі своєю майбутньою дружиною Сабіною, хіміком, з якою одружився восени 1988 року. Зі зведенням Муру Східна Німеччина відрізала їх від професійних можливостей, що існували на Заході, і подружжя, особливо Вінфрід, дедалі більше розчаровувалося через неможливість перетнути кордон.
Відразу після весілля вони почали планувати свою втечу на Захід за допомогою саморобної повітряної кулі, наповненої природним газом (природний газ може служити для підйому повітряної кулі, оскільки його основний компонент, метан, легший за повітря).

## Спроба втечі та загибель
Згідно з планом, Вінфрід влаштувався на роботу в сектор газопостачання берлінського енергокомбінату VEB, і подружжя орендувало квартиру в східноберлінському районі Пренцлауер-Берґ. У січні-лютому 1989 року вони побудували повітряну кулю заввишки 13 метрів та діаметром 11 метрів. Куля була зібрана з поліетиленових смужок, скріплених клейкою стрічкою та обмотана опорною сіткою. Гондоли не було, лише вузька дерев'яна балка.
Увечері 7 березня Фройденберги вирішили, що вітрові умови сприяють їхній втечі. Вони поїхали до газорозподільної станції в районі Бланкенбург, ключі від якої були у Вінфріда, і опівночі почали наповнювати аеростат газом. Десь після 1:00 ночі кулю було видно здалеку. Офіціант, який повертався додому з роботи, що закінчилася о 1:30 ночі, помітив апарат і зателефонував до Volkspolizei.
Близько 2:00 ночі подружжя почуло як приїхала патрульна машина, але куля ще не була повністю надута. Оскільки вони боялися, що аеростат не підніме їх обох, а Сабіна завжди сумнівалася, чи варто їй летіти, вони швидко вирішили, що Вінфрід полетить сам, а вона пішки тікатиме додому. Він зайняв місце на балці та перерізав троси. Маючи на борту лише одну людину, повітряна куля мала дуже високу плавучість і швидко піднімалася.
Поліціянти вони не ризикнули не стріляти по кулі через можливість вибуху природного газу, що на той момент витікав з труби, від якої заповнювали кулю. Крім того, вони помилково вирішили, що Фройденберг загинув від удару електричним струмом, коли баластні мішки, підвішені на мотузках, невдовзі після зльоту зачепилися за лінію електропередач та обірвали дроти, спричинивши коротке замикання та іскріння.
Плавучість аеростата була занадто великою і, оскільки куля не була обладнана клапаном для випуску газу, вона піднялася швидше та набагато вище, ніж планувалося — приблизно до 2 кілометрів. Швидкість вітру на той момент становила близько 20 км/год, і куля, очевидно, досягла Західного Берліна приблизно через 20 хвилин, але Фройденберг не міг опуститися та провів у повітрі більше п'яти годин. Він був надто легко одягнений для такої висоти, де температура становила близько -6 градусів. Спочатку його курс був західно-південно-західним.
Пролітаючи над аеропортом імені Отто Лілієнталя, де Вінфрід скинув баласт — можливо, щоб привернути увагу до свого скрутного становища. Куля піднялася ще вище, і курс тепер змінився на південний через інший напрямок вітрів на більших висотах.
Авіадиспетчерська служба не побачила аеростат на радарах. На світанку аеростат над пагорбом Тойфельсберг його помітили туристи, але помилково прийняли за метеозонд.
О 7:30, знову наближаючись до Східної Німеччини, Фройденберг упав у сад вілли в передмісті Целендорф. Залишки повітряної кулі впали приблизно за кілометр на середній смузі магістралі. Тіло Фройденберга було знайдено через кілька годин у саду вілли на Лімаштрассе. Він, очевидно, помер миттєво від травм, отриманих внаслідок падіння. Майже всі кістки в його тілі були зламані, і практично кожен внутрішній орган був пошкоджений.
Безпосередня причина катастрофи неясна. Поліція Західного Берліна припустила, що Фройденберг, який на той момент очевидно дуже ослаб від тривалого польоту на такій висоті, виліз на сітку, щоб розрізати оболонку балона і, очевидно, йому це вдалося, але при подальших подіях він зірвався вниз.

## Наслідки
23-річна Сабіна Фройденберг пішки дісталася додому, де на неї вже чекала Штазі. Після інциденту східнонімецька поліція провела розслідування щодо друзів, родини, знайомих, колег та дружини Фройденберга, щоб з'ясувати, чи брав хтось із них участь у спробі втечі.
З огляду на міжнародну увагу та тиск на НДР щодо нещодавнього інциденту з Крісом Геффроєм (Геффрой став останнім, хто був застрелений східнонімецькими прикордонниками при спробі втечі на Захід), Сабіна отримала доволі м'який вирок — три роки умовно, а потім у жовтні 1989 року їй було надано амністію. Наступного місяця Східна Німеччина почала дозволяти своїм громадянам подорожувати на захід, а ще через кілька місяців Берлінський мур було зруйновано, а дві країни — возз'єднано.
Вінфріда Фройденберга поховали в Остервікe на кладовищі района Люттгенроде.